# Громадянська війна в Польщі 1704-1706

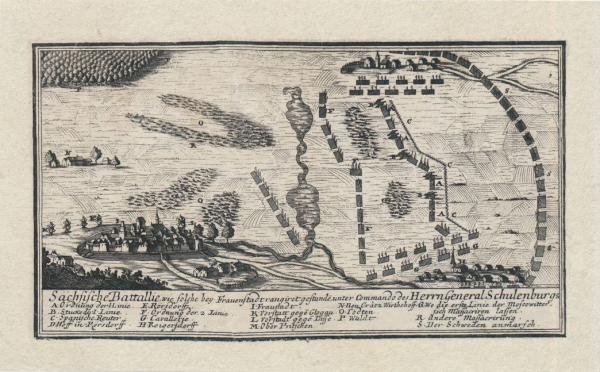
Битва при Всхові (1706)

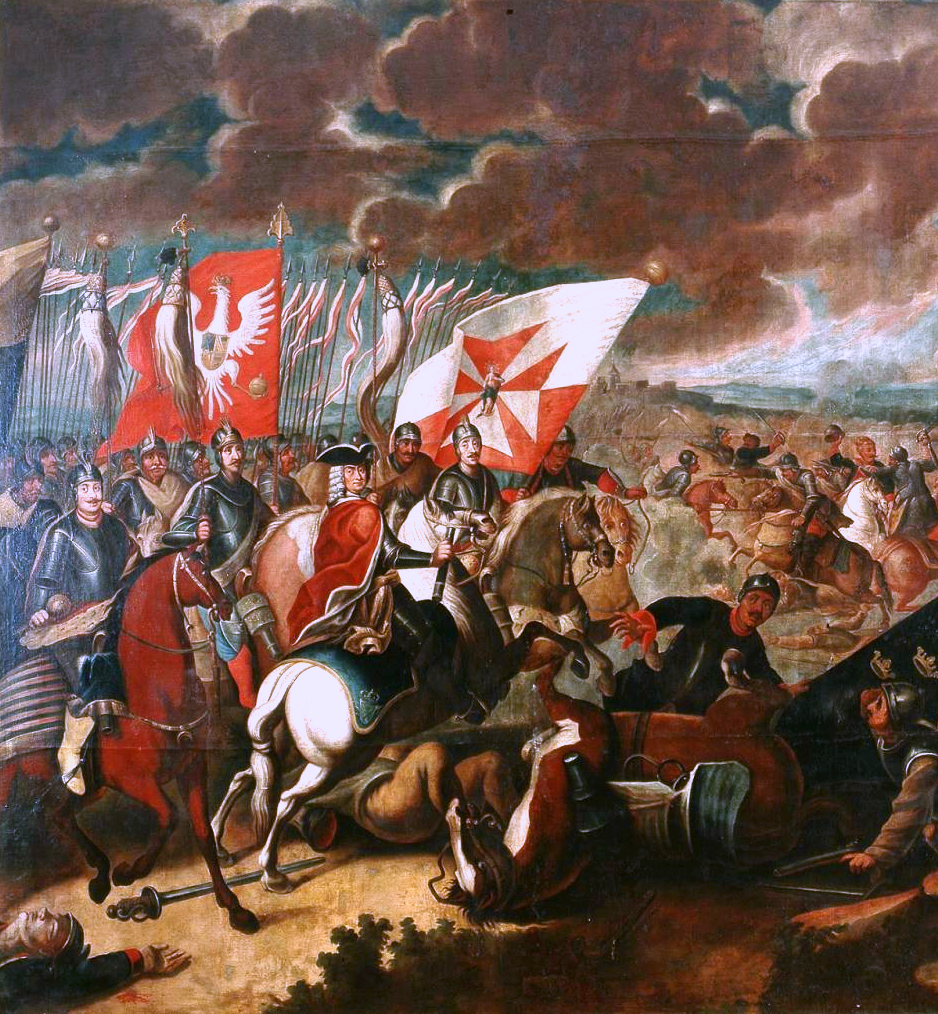
Битва при Каліші (1706)

Громадянська війна в Польщі 1704—1706 років (пол. Wojna domowa w Polsce 1704-1706) — частина Великої Північної війни; боротьба між Сандомирськими конфедератами, що підтримували Августа II Фрідріха і Варшавськими конфедератами, що підтримували Станіслава Лещинського. Війна закінчилася короткостроковою перемогою Варшавських конфедератів.
8 липня 1704 року сейм у Варшаві обрав нового короля Польщі — Станіслава Лещинського, який виступив зі своїми військовими формуваннями на стороні Швеції. У відповідь курфюрст Саксонії та король Польщі Август II Сильний зібрав під Львовом нову армію (9 000 поляків і саксонців).
19 серпня Московія та Саксонія, підписавши Нарвський договір, уклали новий військовий союз, за яким до польсько-саксонських військ приєднався присланий царем Петром I московський загін (17 000 осіб) на чолі з князем Дмитром Голіциним. У серпні московсько-польсько-саксонські війська (20 000) на чолі з королем Августом II після незначного опору взяли Варшаву.
Битви:
- Битва при Всхові (1706)
- Битва при Каліші (1706)

24 вересня 1706 року, після ряду поразок, завданих шведами саксонським, польським (Сандомирська конфедерація) і московським військам, Август II Фрідріх підписав Альтранштадський мир, за яким Польща розірвала союз із Московією і вийшла з війни зі Швецією, а Август II Фрідріх був змушений зректися польського трону на користь Станіслава Лещинського та дав згоду на зимівлю шведських військ у Саксонії.
1708 року, вже після завершення війни між сандомирськими та варшавськими конфедератами відбулась битва під Конецполем.